# Dāsh Āghol (ort i Iran)
Dāsh Āghol (persiska: داش آغل) är en ort i Iran.   Den ligger i provinsen Västazarbaijan, i den nordvästra delen av landet, 600 km väster om huvudstaden Teheran. Dāsh Āghol ligger 1 303 meter över havet och antalet invånare är 104. Den ligger vid sjön Lake Urmia.
Terrängen runt Dāsh Āghol är platt åt nordost, men åt sydväst är den kuperad.Runt Dāsh Āghol är det ganska tätbefolkat, med 185 invånare per kvadratkilometer. Närmaste större samhälle är S̄amartū, 4,9 km söder om Dāsh Āghol. Trakten runt Dāsh Āghol är ofruktbar med lite eller ingen växtlighet.